# Кроу, Вик
Виктор Херберт Кроу (англ. Victor Herbert Crowe, 31 января 1932, Аберсинон, Уэльс — 21 января 2009, Саттон Колдфилд, Англия) — валлийский футболист, полузащитник. По завершении игровой карьеры — футбольный тренер. Как игрок прежде всего известный по выступлениям за клуб «Астон Вилла», а также национальную сборную Уэльса.

## Клубная карьера
Воспитанник футбольной школы клуба «Вест Бромвич Альбион». Во взрослом футболе дебютировал в 1952 году выступлениями за команду «Астон Вилла», в которой провёл двенадцать сезонов, принял участие в 294 матчах чемпионата и забил 10 голов. Большинство времени, проведённого в составе «вилланов», был основным игроком команды.
В течение 1964—1967 годов играл за «Питерборо Юнайтед». Завершил профессиональную игровую карьеру в американском клубе «Атланта Чифс», за который выступал на протяжении 1967—1969 годов.

## Выступления за сборную
В 1958 году дебютировал в официальных матчах в составе национальной сборной Уэльса. В течение карьеры в национальной команде, которая длилась 6 лет, провёл в форме главной команды страны 16 матчей. В составе сборной был участником чемпионата мира 1958 года в Швеции.

## Карьера тренера
Начал тренерскую карьеру вскоре после завершения карьеры игрока, в 1970 году, возглавив тренерский штаб клуба «Астон Вилла». После того дважды тренировал «Портленд Тимберс». Опыт тренерской работы ограничился двумя клубами.
Кроу умер 21 января 2009 года в возрасте 76 лет после продолжительной болезни, не дожив десять дней до своего дня рождения.

## Титулы и достижения
- Обладатель Кубка Англии: 1957
- Обладатель Кубка английской лиги: 1961